# リック・ピティーノ

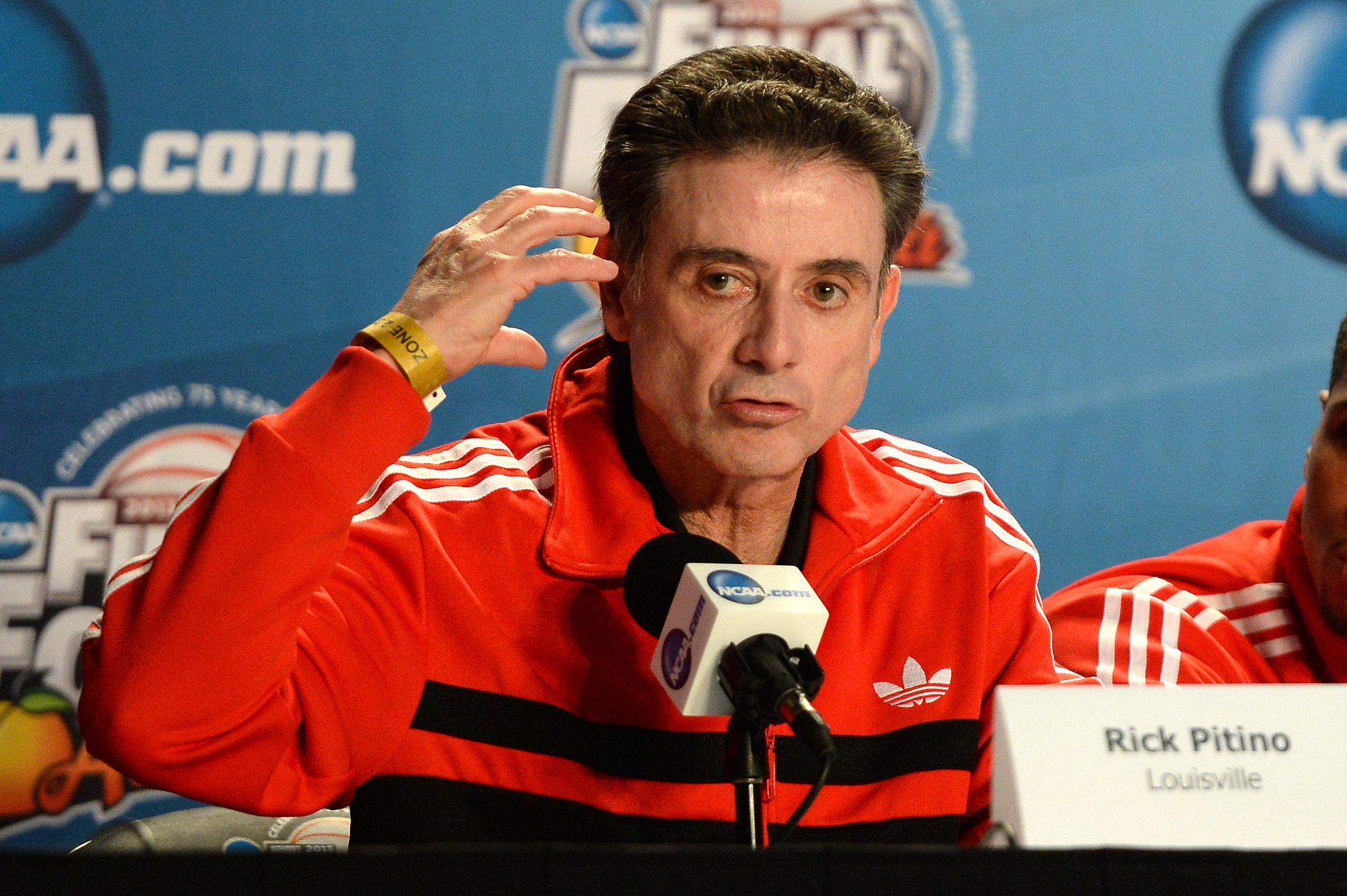
リック・ピティーノ（2013年4月）

リチャード・アンドリュー・ピティーノ（英語: Richard Andrew Pitino, 1952年9月18日 – ）は、アメリカ合衆国のバスケットボール指導者。

## 経歴
ニューヨーク州ニューヨーク市で生まれ、同州ベイビルで育った。ロングアイランドのオイスター・ベイにあるセント・ドミニク高校のバスケットボールチームのキャプテンを務めた。1970年にマサチューセッツ大学アマースト校に入学した。大学では1m83cmの身長で、ミニッツメン・バスケットボールチームの傑出したポイントガードだった。マサチューセッツ大でのピティーノのキャリアはアシスト数で10位、シニアとしての168アシストは、1シーズンの合計で歴代8番目に多い。1974年にマサチューセッツ大で学位を取得した後にハワイ大学マノア校でアシスタントコーチに就任し、指導者としてのキャリアを開始した。
1996年にケンタッキー大学をNCAA男子バスケットボールトーナメント優勝に導いた。異なる3校 (プロビデンス大学、ケンタッキー大学、ルイビル大学) をファイナル4に導いた唯一のコーチであり、うち2校で優勝を達成している。2013年9月8日には、ゲーリー・ペイトン、ジェリー・ターカニアン、オスカー・シュミット、ドーン・ステーリーと共にバスケットボール殿堂に選出された。指揮した試合の成績は大学通算では769勝269敗（勝率.741）と、アメリカのバスケットボール界を代表する優秀な指導者として知られた。ナショナル・バスケットボール・アソシエーション（NBA）のニューヨーク・ニックスやボストン・セルティックスでも指揮を取った。
2001年からルイビル大の監督を務めていたが、2017年6月、全米大学体育協会（NCAA）から、新入部員を巻き込んだルイビル大学のセックス・スキャンダル事件での指導力不足を理由として、ピティーノは2017-18シーズンの5試合で出場停止処分を受けた。その結果、2013年からのルイビル大の全国選手権の成績も最終的に抹消された。同年9月、ピティーノはアディダスによる新入部員への贈賄行為に関与したとして連邦捜査局の捜査を受け、その結果、10月16日にルイビル大から解雇された。2018年12月からギリシャA1バスケットボールリーグのパナシナイコスBCのヘッドコーチを務めた後、2019年11月11日、バスケットボールギリシャ代表のヘッドコーチに就任した。